# Arundinella fluviatilis
Arundinella fluviatilis är en gräsart som beskrevs av Hand.-mazz. Arundinella fluviatilis ingår i släktet Arundinella och familjen gräs. Inga underarter finns listade i Catalogue of Life.